# Atolina
Atolina (belarusiska: Атоліна) är en agropolis i Belarus. Den ligger i voblasten Minsks voblast, i den centrala delen av landet, 16 kilometer sydväst om huvudstaden Minsk. Atolina ligger 228 meter över havet och antalet invånare är 1 253.

## Natur
Terrängen runt Atolina är platt. Trakten är tätbefolkad. Närmaste större samhälle är Horad Mіnsk, 15,7 kilometer nordost om Atolina.